# مایوت‌ها

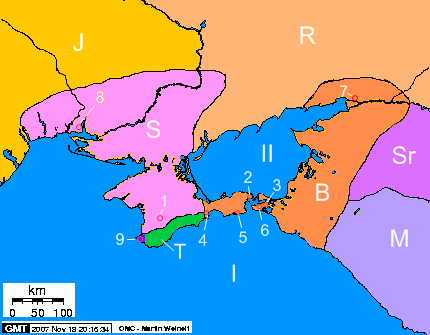
نقشهٔ دریای سیاه(I) و دریای آزوف (II) و اقوام گرداگرد آن در سده ۲ (پیش از میلاد)؛ مایوت‌ها با نماد M در راست نقشه در همسایگی پادشاهی بسفور(نماد B)، و سیراک‌ها(نماد Sr).

مایوت‌ها (به یونانی: Μαιῶται؛ به لاتین: Mæotæ) نام مردمانی باستانی است که در کنار دریای آزوف ساکن بودند. میان سدهٔ هفتم پیش از زایش تا سدهٔ چهارم میلادی دریای آزوف را به نام اینان مایوتیس می‌خواندند. از کهن‌ترین کسانی که از ایشان در تاریخ نام برده می‌توان از هلانیکوس میتیلنی یاد کرد.
در تاریخ باستان کمبریج آمده است که مایوت‌ها یا از نوادگان کیمری‌ها (ایرانی‌تبار) بودند یا از بومیان قفقازی (خویشاوند با چرکس‌های امروزی) بودند که طبقه حاکم آن‌ها ایرانی‌تبار بود. مهم‌ترین قبیلهٔ مایوت‌ها، قوم سیندی بود.
پیشهٔ ایشان ماهیگیری و کشاورزی بوده‌است. با این وجود، مانند همسایگان کوچ‌نشین خود جنگجو بودند و گاه با همسایه‌ای بر ضد همسایهٔ دیگر متحد می‌شدند.